# 胡濟
胡濟（?年—263年左右），字偉度，三國時代蜀漢武將，義陽郡義陽縣人，曾參加諸葛亮之北伐，為人忠厚老實，常常助言，而受諸葛亮讚賞，曾任蜀漢丞相諸葛亮的主簿。諸葛亮認為他和崔州平、徐庶及董和都是能適時規勸自己過失的諍友。

## 生平
公元231年（建興九年），李嚴亂軍，胡濟為行參軍、昭武中郎將，與諸葛亮奏請廢之。
公元234年（建興十二年），諸葛亮逝世，胡濟被任命為中典軍，並受封成陽亭侯。
公元248年（延熙十一年），漢中都督王平逝世。蜀漢朝廷以胡濟繼王平為漢中都督，授予節符，遙領兗州刺史。此後胡濟又升任為鎮西大將軍。
公元256年，姜維北伐曹魏，與胡濟約好在上邽會合，但胡濟卻沒能會合，使得姜維在段谷被魏將鄧艾大敗，死者甚眾。後胡濟升任右驃騎將軍。
公元258年（景耀元年），胡濟與監軍王含、護軍蔣斌加入到姜維漢中諸圍的部屬，分駐於漢壽、樂城與漢城。

## 家庭成員
胡博，胡濟之弟，歷任蜀漢長水校尉、尚書。